# 제임스 오스카 맥킨지
제임스 오스카 맥킨지 (James Oscar McKinsey, 1889년 6월 4일 ~ 1937년 11월 30일)는 미국의 회계사, 경영 컨설턴트, 시카고 대학의 회계 교수이자 McKinsey & Company와 AT커니의 설립자다.

## 일생

### 교육 및 경력
McKinsey는 1889년 미국 미주리주에서 James Madison McKinsey와 Mary Elizabeth(Logan) McKinsey의 아들로 태어났다. McKinsey는 일반 공립학교에 다니고 나서 처음에는 Warrensburg Teachers College(현재는 Central Missouri 대학교) 에서 교사 교육을 받았으며 그곳에서 1912년 교육학 학사를 취득했다.
McKinsey는 Arkansas 대학 에서 법학을 계속 공부하여 1년 후인 1913년에 법학 학위를 취득했다. 1914년에 세인트루이스 대학교에서 부기학 을 공부하고 세인트루이스 대학교에서 부기학을 가르치며 직장 생활을 시작했다.
다음 McKinsey 는 시카고 대학에 입학하여 1917년에 BPhil 학위를 취득했다. 제1차 세계 대전 에서 미군에 복무한 후 그는 시카고 대학으로 돌아왔다. 1919년 그곳에서 상업 석사를 취득하고 CPA(공인 회계사 ) 시험에 합격하여 일리노이 주에서 공인 회계사로 활동했다.

### 추가 경력
1917년 McKinsey는 University of Chicago의 회계학과에 합류하여 1935년까지 계속해서 그곳에서 강의했다. 1926년 그는 정교수로 진급했다. 대학 1920-21년에 그는 Columbia University 에서 회계를 강의했으며 1921년에는 개인 회계 실무에 합류했다.  1922년에 그는 예산 통제라는 제목의 첫 번째 주요 저서를 출판했다.
1926년 McKinsey는 시카고에 자신의 컨설팅 회사 McKinsey & Company를 설립하여 1935년까지 수석 파트너로 근무했다. 1935년 그는 시카고의 백화점인 Marshall Field &amp; Company 의 이사회 회장직을 수락하고 앤드류 토마스 커니(Andrew Thomas Kearney)를 맥킨지 시카고 사무소의 첫 경영 전무 파트너로 삼았다. 1936년에 그는 또한 미국 경영 협회 의 회장으로 선출되었다.
McKinsey는 1937년 11월 30일 폐렴으로 사망했고, 그 후 맥킨지는 2개 법인으로 나뉘게 된다."

## 맥킨지 저서
- Hodge, Albert Claire & James Oscar McKinsey, 회계 원칙 , Chicago, Univ. 시카고 프레스, 1920.
- McKinsey, JO 부기 및 회계, 1권 . 신시내티: 남서부, 1920.
- McKinsey, JO 부기 및 회계, 2권 . 신시내티: 남서부, 1920.
- McKinsey, James O. 예산 통제 . 뉴욕: 로널드 프레스, 1922.
- 맥킨지, 제임스 오스카. 관리 회계. 권. 1. 1924년 시카고 대학 출판부.
- McKinsey, James O. 경영학 . South-Western Publishing Co, 신시내티, 오하이오 1924.